# Jérôme Alexandre Guiot
Jérôme Alexandre Guiot est un homme politique français né le 26 janvier 1760 à Callac (Côtes-du-Nord) et mort le 15 septembre 1814 au même lieu.

## Biographie
Avocat, il est un temps militaire, puis devient juge et notaire. Il est élu député des Côtes-du-Nord au Conseil des Cinq-Cents le 21 germinal an VI.

## Sources
- « Jérôme Alexandre Guiot », dans Adolphe Robert et Gaston Cougny, Dictionnaire des parlementaires français, Edgar Bourloton, 1889-1891 [détail de l’édition]